# Troglohyphantes fatalis
Troglohyphantes fatalis là một loài nhện trong họ Linyphiidae.
Loài này thuộc chi Troglohyphantes. Troglohyphantes fatalis được miêu tả năm 1988 bởi Pesarini.